# مسجد الحنابلة (القدس)

مسجد الحنابلة أو مسجد الشيخ ريحان مسجد أثري يعود تاريخه إلى العصر العثماني في فلسطين. يقع داخل أسوار البلدة القديمة في مدينة القدس،  وتحديدا في حارة السعدية ضمن الحي الإسلامي، بالقرب من باب الغوانمة وإلى الغرب من المسجد الأقصى.  بُني المسجد أيام السلطان العثماني أحمد الأول  عام 1611، وليس للمسجد مئذنة. يحوي المسجد ضريح الصحابي أبو ريحانة،  مولى النبي محمد.